# Camu Tao
Camu Tao właściwie Tero Smith (ur. 6 czerwca 1977, zm. 25 maja 2008) – amerykański raper i producent muzyczny.
Należał do grup S. A. Smash z Metro, Weathermen i Central zespołu produkcji Services z El - P.
Należał także do zespołu Columbus, załogi MHz Ohio z Copywrite, RJD2, Jakki Tha MotaMouth & Tage Proto i z Cage, z Nighthawks, który zrobił jeden album podczas pojedynczy trzydniowej twórczej sesji.
Camu Tao zmarł 25 maja 2008, po dwuletniej walce z rakiem płuc.